# مجید لطیفی
مجید لطیفی (زاده ۱ فروردین ۱۳۶۰) یک بازیکن فوتسال اهل ایران بود.